# Liste der Erzbischöfe von Madrid
Die folgenden Personen waren Bischöfe und Erzbischöfe des Erzbistums Madrid (Spanien):
- Narciso Martínez Izquierdo (1884–1886)
- Ciriaco María Sancha y Hervás (1885–1892) (danach Erzbischof von Valencia; Seligsprechung 2009)
- José Cos y Macho (1892–1901) (später Erzbischof von Valladolid)
- Victoriano Guisasola y Menéndez (1901–1905) (später Erzbischof von Valencia)
- José Maria Salvador y Barrera (1905–1916) (später Erzbischof von Valencia)
- Prudencio Melo y Alcalde (1916–1922) (später Erzbischof von Valencia)
- Leopoldo Eijo y Garay (1922–1963)
- Casimiro Morcillo González (1964–1971) (erster Erzbischof)
- Vicente Kardinal Enrique y Tarancón (1971–1983)
- Angel Kardinal Suquía Goicoechea (1983–1994)
- Antonio María Kardinal Rouco Varela (1994–2014)
- Carlos Kardinal Osoro Sierra (2014–2023)
- José Kardinal Cobo Cano (seit 2023)